# Alaskagorgia
Alaskagorgia is een geslacht van neteldieren uit de klasse van de Anthozoa (bloemdieren).

## Soort
- Alaskagorgia aleutiana Sánchez & Cairns, 2004